# Густомий
Густомий (рос. Густомой) — село в Льговському районі Курської області Російської Федерації.
Населення становить 527 осіб. Входить до складу муніципального утворення Густомойська сільрада.

## Історія
Населений пункт розташований на території українського етнічного та культурного краю Східна Слобожанщина.
Від 2004 року входить до складу муніципального утворення Густомойська сільрада.

## Населення
| 2002 | 2010 |
| ---- | ---- |
| 692  | ↘527 |